# 여동생 (2017년 영화)
《여동생》(Demonios tus ojos, Sister of Mine)은 스페인, 콜롬비아에서 제작된 페드로 아길레라 감독의 2017년 드라마 영화이다. 이바나 바쿠에로 등이 주연으로 출연하였다.

## 출연

### 주연
- 이바나 바쿠에로
- 줄리오 퍼릴란
- 루치아 게레로

### 조연
- 후안 파블로 슈크
- 나탈리아 빌바오
- 안드레아스 무뇨스